# 11 Pułk Dragonów (austro-węgierski)
(Morawski) Pułk Dragonów Cesarza Nr 11 (DR. 11) – pułk kawalerii cesarskiej i królewskiej Armii.

## Historia pułku
Pułk został utworzony w 1688 roku.
Szef honorowy (niem. Regimentsinhaber): Cesarz.
W 1889 roku pułk stacjonował na terytorium 10 Korpusu: sztab pułku razem z 1 dywizjonem w Gródku, 2. dywizjon w Hruszowie, natomiast kadra zapasowa pozostawała we Lwowie na terytorium 11 Korpusu, z którego otrzymywał rekrutów. Pułk wchodził w skład 5 Brygady Kawalerii w Jarosławiu.
W 1890 roku, w związku ze zmianą okręgu uzupełnień, została zmieniona nazwa wyróżniająca pułku z „Galicyjski” na „Morawsko-Galicyjski”. Od tego roku pułk otrzymywał rekrutów z terytorium 2 Korpusu, które między innymi obejmowało południowe Morawy. W następnym roku ponownie zmieniono nazwę wyróżniającą na „Morawski” pomomo, że pułk nadal stacjonował na terenie Galicji.
W 1895 roku pułk razem z kadrą zapasową został przeniesiony do Stockerau i włączony w skład 10 Brygady Kawalerii.
W 1905 sztab pułku z 1. dywizjonem został przeniesiony do Sremskiej Mitrovicy (nim. Mitrowitz), a 2. dywizjon do Rumy na terytorium 13 Korpusu. Pułk pozostał w składzie 8 Brygady Kawalerii, która równocześnie została wyłączona ze składu Dywizji Kawalerii Wiedeń, przeniesiona do Zagrzebia (niem. Agram) i podporządkowana bezpośrednio komendantowi 13 Korpusu. Kadra zapasowa nadal stacjonowała w Stockerau.
W 1914 roku pułk stacjonował na terytorium 2 Korpusu: komenda pułku razem z 1. dywizjonem w Brnie (niem. Brünn), 2. dywizjon w Hodonín (niem. Göding), a kadra zapasowa w Stockerau. Pułk wchodził w skład 10 Brygady Kawalerii.
Żołnierze nosili wyłogi szkarłatne, guziki srebrne.

## Skład etatowy
Dowództwo
Służby pomocnicze:
- pluton pionierów
- patrol telegraficzny
- służba zapasowa

2 × dywizjon
- 3 × szwadron po 117 dragonów

Pełny etat: 37 oficerów i 874 podoficerów i żołnierzy.

## Dragoni
Komendanci pułku
- płk Johann Bordolo von Boreo ( – 1890 → komendant 10 Brygady Kawalerii[10])
- ppłk / płk Heinrich Pauer (1890[10] – 1892 → stan spoczynku)
- płk Alfred von Ziętkiewicz (1892 – X 1897 → komendant 16 Brygady Kawalerii)
- płk Otto Friedrich Karl von Poten (do 1905 → komendant 9 Brygady Kawalerii[11])
- płk Wilhelm von Swogetinsky (od 1905[6])
- płk Anton Leiter (1912 – 1914[1])

Oficerowie
- płk Julian Jan Fischer-Drauenegg (w latach 1904–1918)
- por. Stanisław Pomiankowski (w latach 1907–1912)